# Sydonówka
Sydonówka (ukr. Сидинівка) – wieś na Ukrainie w rejonie złoczowskim należącym do obwodu lwowskiego.
W czasie okupacji niemieckiej mieszkająca tutaj polska rodzina Huzarskich ukrywała Żydów Juliana Cygielmana, jego brata Abrahama (Adama) i kuzyna Menachema Rywkinda, za co w 1984 roku Instytut Jad Waszem uhonorował tytułami Sprawiedliwych wśród Narodów Świata Mariana i Alfredę Huzarskich i ich synów Fryderyka i Zbigniewa.
Do 2020 w rejonie brodzkim. 